# Partula leucothoe
Espèce
Statut de conservation UICN

 CR B2ab(iii); D : 
En danger critique
Partula leucothoe est une espèce d'escargot terrestre appartenant à la famille des Partulidae. Endémique l'île de Palau, cette espèce est menacée de disparition.